# 迪普卡
迪普卡（Dipka），是印度恰蒂斯加尔邦Korba县的一个城镇。总人口20182（2001年）。

## 人口
该地2001年总人口20182人，其中男性10671人，女性9511人；0—6岁人口3370人，其中男1759人，女1611人；识字率73.37%，其中男性为78.74%，女性为67.35%。